# Acetil-karnitin
Acetil-L-karnitin (poznat i kao ACL) je derivat L-karnitina sintetiziran u mozgu i jetri i to pomoću enzima acetil-L-karnitin-transferaze. Njegova je zadaća proizvodnja acetil-kolina, kemikalije koja vrši prijenos signala kroz živčane stanice. Acetil-L-karnitin smanjuje količinu kortizola u krvi, čime sprječava propadnje tkiva. Također preko nekih međumehanizama utječe na povišenje razine testosterona, a nedavna istraživanja daju naslutiti da utječe i na povišenje razine hormona rasta, iako za to još nema čvrstih dokaza. U procesu oksidacije masnih kiselina acetil-L-karnitin sudjeluje transportom koenzima u mitohondrije.